# スパイマジシャン
スパイマジシャンは、フロントウイングに所属する日本のゲームクリエイター、シナリオライター。

## 主な作品

### PCゲーム

#### Windows
- フーリガン（フロントウイング）（ディレクター）（企画）
- 426 よんにいろく（フロントウイング）（チーフディレクター）（企画）
- アズラエル（フロントウイング）（ディレクター）（企画）
- セパレイトブルー（フロントウイング）（ディレクター）（企画）（シナリオ）

### コンシューマーゲーム

#### PlayStation 2
- フーリガン〜君のなかの勇気〜（PCCW Japan）（ディレクター）（企画）

### 作詞
- 光速マンボ（作曲・編曲：上松範康／唄：YURIA ）

※「フーリガン」宇宙人3人組エンディングテーマ
※作詞時は「IRI」を名乗っている
| スタブアイコン | サブスタブ | この項目は、まだ閲覧者の調べものの参照としては役立たない、文人（小説家・詩人・歌人・俳人・作詞家・作家・放送作家・随筆家（コラムニスト）・文芸評論家）に関連した書きかけの項目です。この項目を加筆・訂正などしてくださる協力者を求めています（P:文学/PJ:作家）。 |